# Steinkirchen (Wassenberg)

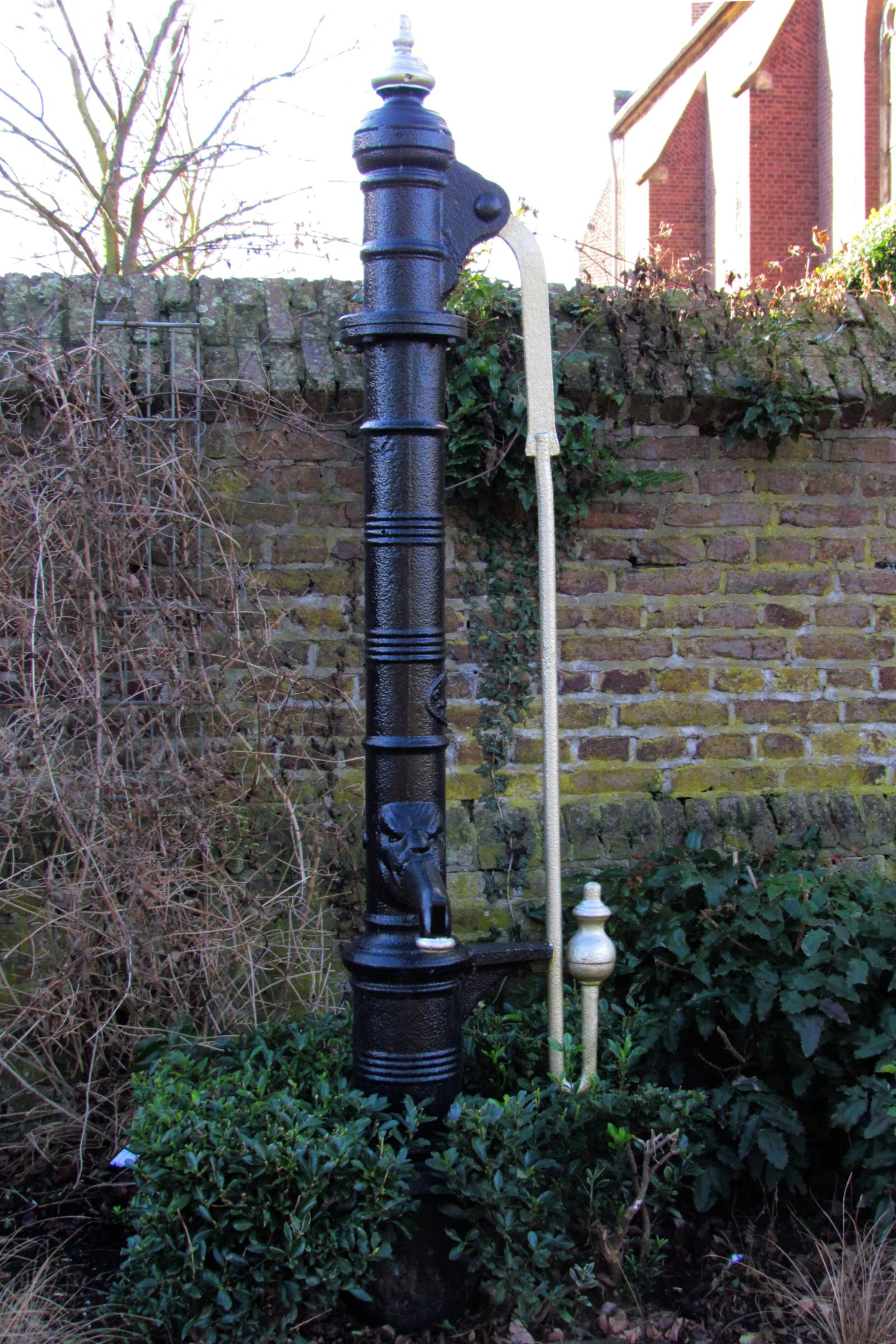
Wasserpumpe in Steinkirchen

Steinkirchen ist ein westlicher Ortsteil der Stadt Wassenberg im nordrhein-westfälischen Kreis Heinsberg. Er gehört verwaltungstechnisch zum Stadtteil Ophoven und liegt zwischen Ophoven und Effeld. Westlich von Steinkirchen fließen der Baalerbach und die Rur.

## Geschichte
Der Zweite Weltkrieg war am 28. Februar 1945 in Steinkirchen durch den Einmarsch amerikanischer Truppen vorbei. Am 1. Januar 1972 wurde die Gemeinde Ophoven, zu der Steinkirchen bis dahin gehörte, in die Gemeinde Wassenberg eingegliedert.

## St. Martinus

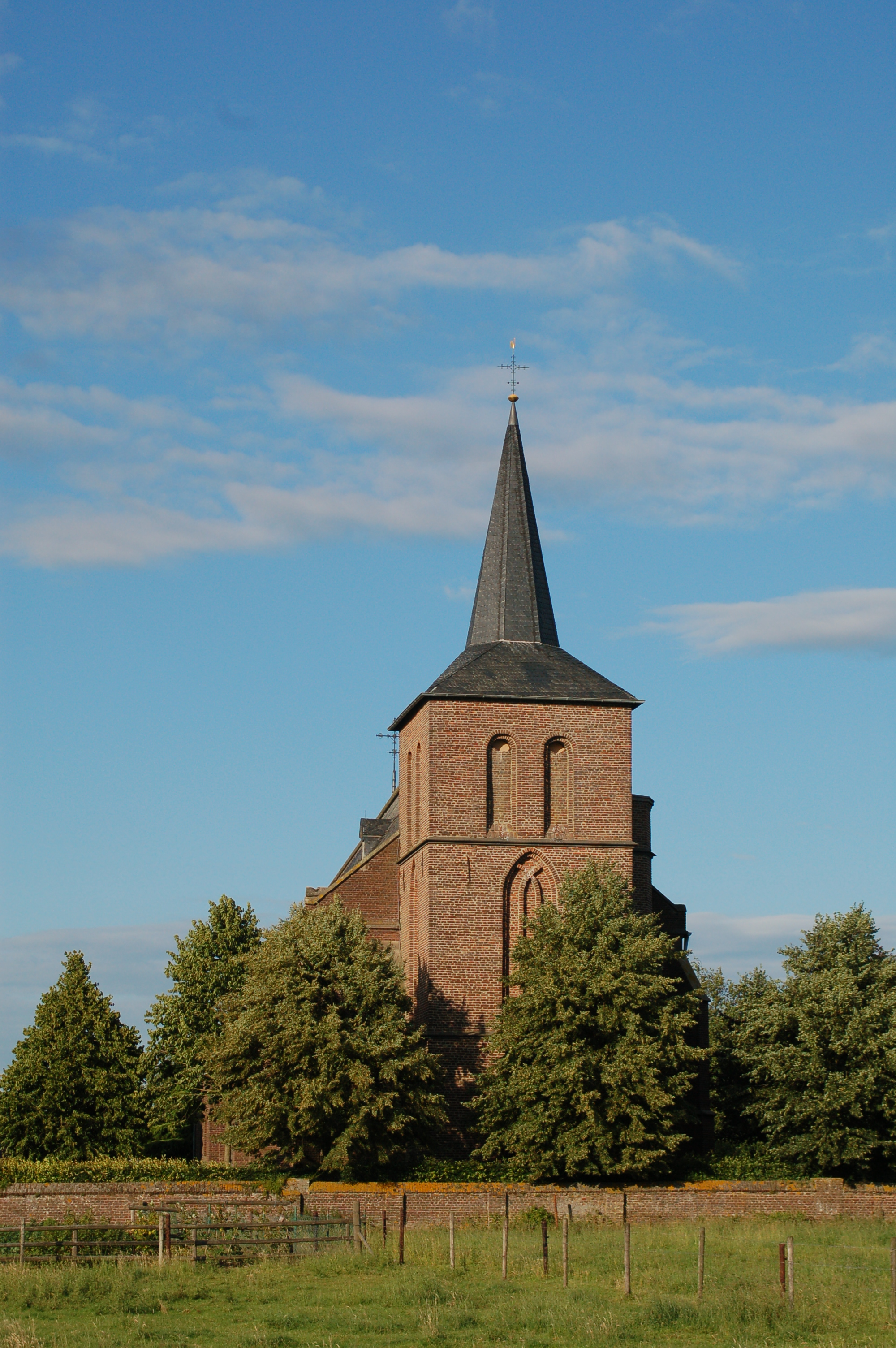
St. Martinus, Steinkirchen

Sehenswert ist die katholische Kirche St. Martinus (oder St. Martini), welche dem Soldaten und Bischof Martin von Tours geweiht ist. Zusammen mit der Herz-Jesu-Kirche in Effeld gehört sie zur katholischen Gemeinde St. Martinus Steinkirchen-Effeld.
1118 wurde eine Kirche in Steinkirchen erstmals urkundlich erwähnt. Der spätgotische Turm aus dem 16. Jahrhundert ist noch erhalten. 1871 wurde der heutige neugotische Bau errichtet und 1954 bis 1955 nach starken Schäden durch den Zweiten Weltkrieg wiederhergestellt.

## Verkehr
Die nächstgelegenen Autobahnanschlussstellen sind Heinsberg, Dremmen oder Hückelhoven-West auf der A 46.
Die AVV-Buslinie 405 der WestVerkehr verbindet Steinkirchen wochentags mit Wassenberg, Erkelenz und Heinsberg. Abends und am Wochenende kann der MultiBus angefordert werden.
| Linie | Verlauf |
| ----- | --- |
| 405   | Erkelenz Bf – (Erkelenz ZOB –) (Grambusch – Schwanenberg – Gerderhahn –) Gerderath – Myhl – Wassenberg – Birgelen – Schloss Elsum – Effeld – Steinkirchen – Ophoven – Kempen – Karken – Heinsberg Busbf (– Heinsberg Agentur für Arbeit) |